# Tamara Radočaj
Tamara Radočaj (Vršac, 23 de dezembro de 1987) é uma basquetebolista profissional sérvia, medalhista olímpica.

## Carreira
Tamara Radocaj integrou Seleção Sérvia de Basquetebol Feminino, na Rio 2016, conquistando a medalha de bronze.